# 조상건
조상건(趙祥虔, 1946년 1월 9일 ~ 2023년 4월 21일)은 대한민국의 배우이다.

## 생애
그는 소련 군정 평북 정주 출생하였고 생후 5개월차 시절이던 1946년 6월에 직계 일가족과 함께 서울로 이주하여 '정직하라'라는 좌우명을 지니며 청소년기를 보냈고 서울연극학교에서 전문학사 학위 취득한 뒤, 1966년 연극배우 첫 데뷔하여 연극 활동하였다. 그 후 1995년 KBS 광복절 특집 드라마 《그날이 오면》에서, 대중들에게 많고 강한 인상을 남겼다. 1982년 영화 데뷔로 활동중이었으나, 《철인들》을 영화 작품으로 많은 사랑을 주고 있다.
한국연극협회 회원을 맡고, 극단 목화페러터니컴퍼니 단원으로 많은 참여를 받고 있다. 2005년 영화 《그때 그사람들》에서 집사 '심상효'역을 받아 배우로 공화국에 코미디로 담당하였다.
1986년 제10회 대한민국연극제 남자연기상으로 많은 수상자를 받은 그는 2009년 드라마 《그저 바라보다가》로 최초 주연을 담당하였다.

## 출연작

### 방송
- 2020년 JTBC 《18 어게인》 ... 너구리 할아버지 역 (특별출연)
- 2015년 JTBC 《송곳》 ... 다원기업 회장 역 (특별출연)
- 2014년 SBS 《모던파머》 ... 박득출 역
- 2014년 MBC 《트라이앵글》 ... 안창봉 역
- 2009년 KBS2 《그저 바라보다가》 ... 최 회장 역
- 2000년 KBS1 부처님 오신날 특집극 《참 좋은 냄새》
- 1995년 KBS1 광복절기념 특집드라마《김구》 ... 장년 이후 김구 역

### 영화
- 2016년 《죽여주는 여자》 ... 종수 역
- 2011년 《완득이》 ... 동주 부 역
- 2009년 《전우치》 ... 창고지기 역
- 2008년 《다찌마와 리 - 악인이여 지옥행 급행열차를 타라!》 ... 김 선생 역
- 2008년 《무방비도시》 ... 정연욱 역
- 2007년 《오래된 정원》 ... 교도소 주임 역
- 2006년 《타짜》 ... 너구리 역
- 2006년 《사랑따윈 필요없어》 ... 변호사 역
- 2006년 《싸움의 기술》 ... 중국집 주인 역 (특별출연)
- 2005년 《그때 그사람들》 ... 심상효 역
- 2003년 《청풍명월》 ... 김언 역
- 2003년 《블루》 ... 민 제독 역
- 2002년 《보스 상륙 작전》 ... 왕발 역
- 2002년 《2009년 로스트 메모리즈》 ... 김대성 역
- 2001년 《화산고》 ... 경수 부 역
- 2001년 《신라의 달밤》 ... 박 반장 역
- 2001년 《눈물》 ... 공중전화 아저씨 역
- 1998년 《처녀들의 저녁식사》 ... 섹스샵 주인 역
- 1997년 《산부인과》
- 1997년 《박대박》 ... 준 아버지 역
- 1996년 《고스트 맘마》 ... 할아버지 역
- 1992년 《눈꽃》 ... 닥터 민 역
- 1990년 《오세암》
- 1983년 《철인들》
- 1983년 《장미와 도박사》

### 연극 작품
- 니나
- 春風(춘풍)의 妻(처)
- 고도를 기다리며
- 미스터 후라이데이
- 1980년···
- 胎(태)
- 은하수길 우유배달부
- 세일즈맨의 죽음
- 리어왕
- 메밀꽃 필 무렵
- 아프리카
- 청중
- 백마강 달밤에
- 여우와 사랑을
- 불좀 꺼주세요
- 로미오와 줄리엣

### 라디오 프로그램
- 2016년 EBS FM 《EBS 책 읽는 라디오 낭독 시리즈》

## 수상 및 경력
- 1986년 제10회 대한민국연극제 남자연기상
- 한국연극협회 회원
- 극단 목화레퍼터리컴퍼니 단원